# Dražen Ričl
Dražen Ričl (Künstlernamen Zijo und Para; * 12. März 1962 in Koševo, Sarajevo; † 1. Oktober 1986 in Belgrad) war ein jugoslawisch-bosnischer Musiker und Sänger.
Er wurde als erster Frontmann der Gruppe Crvena jabuka und als Schauspieler in der ersten Staffel der Sarajevo-Komödie Top lista nadrealista bekannt.

## Biografie
Ričl wuchs in Koševo bei seiner Mutter Elvira auf, da sein Vater Ferdinand in seiner Kindheit starb. Er absolvierte das Musikgymnasium und schrieb sich später für Journalismus an der Fakultät für Politikwissenschaften ein, wo er die ersten zwei Jahre seines Studiums absolvierte. Dort traf er Branko Đurić Đura und Zlatko Bostandžić. Bald begann er zusammen mit Zlatko Arslanagić in der Band Ozbiljno prješte und dann mit der Gruppe Elvis J. Kurtović zu spielen. Anfang 1985 verließ er sie jedoch und gründete zusammen mit Arslanagić die Gruppe Crvena Jabuka. In Zlajas Dachgeschosswohnung schreiben sie die Songs für das erste Album. Zur Band gehören Bassist Aljoša Buha von Zenica, Keyboarder Dražen Žerić Žera von der Gruppe Žaoke und Schlagzeuger Darko Jelčić Cunja, ebenfalls von Zenica.

## Karriere
Eine Zeit lang war Ričl Moderator bei Radio Sarajevo, zusammen mit den zukünftigen Surrealisten Nelet Karajlić, Zlatko Arslanagić, Zenit Đozić und Boris Šiber, in der Comedy-Show und Vorläufern der ersten Surrealisten PRIMUS (deutsch Geschichten und Musik am Samstag). Er galt als einer der besten Gitarristen der Rockszene von Sarajevo, weshalb er von Elvis J. Kurtović den Titel „Schnellste Hände in Zentralbosnien, einschließlich der Gemeinde Tuzla“ erhielt. Er spielte in der ersten Staffel der Serie Top lista nadrealista von 1984 mit. Mit der Gruppe Crvena Jabuka nahm er ein Album namens Crvena Jabuka und TV-Videos für die Lieder Bježi kišo s prozora, Sa tvojih usana, Nek te on ljubi und Dirlija auf.

## Tod
Am 18. September 1986 hatte Dražen Ričl einen Verkehrsunfall, als er mit Arslanagić und Buha zu einem Konzert in Mostar ging. Buha starb auf der Stelle und Ričl wurde mit schweren Verletzungen nach Belgrad zur „Vojnomedicinska akademija“ (VMA) gebracht, starb jedoch zwei Wochen später, am 1. Oktober 1986. Er wurde auf dem Friedhof Sarajevo Bare beigesetzt. Auf dem Grabstein ist eine Zeile aus einem seiner Gedichte in Form eines angeschnittenen Apfels eingraviert:

„August vergeht mein Glück. Zeit Abschied zu nehmen. Es schien zu schön. Lass es so bleiben“

Am 20. Oktober 1986 Unter dem Namen „Za Crvenu jabuku“ fand ein Konzert in Sarajevo statt.
Vor seinem Tod wurden Demoaufnahmen für das nächste Album mit dem Titel Za sve ove godine gemacht, das 1987 zu seinen Ehren sowie zu Ehren von Aljoša Buha veröffentlicht wurde.

## Wissenswertes
- Er parodierte mehrere Sänger (z. B. die Gruppe Zana für das Lied Jabuke i vino)
- Er parodierte Goran Bregovic unter dem Namen Boran Gegovic. Die Handlung der Parodie spielt im Jahr 2000.[4]
- Im November 1986, Đorđe Balašević am Konzert in Sarajevo sagte:

„In deiner Stadt lebte ein Junge, den ich mochte. Und ich möchte keine großen Reden halten oder Lorbeeren weben. Schließlich werden es andere wahrscheinlich tun. Bis wir uns in einem anderen Film wiedersehen, erlaube mir, wie es auf der Straße üblich ist, eine Kerze anzuzünden.“